# Слонница (деревня)
Слонница — урочище на территории современного сельского поселения Полистовское Бежаницкого района Псковской области России. Деревня сожжена фашистами и не была восстановлена.

## География
Была расположена в 5,5 км к северу от озера Полисто на правом берегу речки Слонянка у её впадения справа в реку Полисть, юго-западнее от деревни Залужье и северо-восточнее от деревни Ухошино, что на противоположном берегу реки Полисть.

## История и археология
Во время проведения Генерального межевания деревня Слонница вошла в дачу № 139 (план И-15) Холмского уезда, «Исуриной деревни с деревнями и пустошми гвардии сержанта Василия Ададурова и порутчицы Карсаковой», замежёванной 29 сентября 1784 года, земли всего 10594 десятины 1504 квадратные сажени, в даче 109 ревизских душ мужского пола.
С середины XIX века Слонница находилась в составе православного прихода церкви святого Георгия в селе Полисто. В метрических книгах (1850—1860 годов) этой церкви неоднократно упоминается, что в деревне Слоницы проживали в то время крестьяне помещицы Елизаветы Нарышкиной.
В начале XX века деревня была приписана к приходу церкви святого Михаила Архистратига в селе Ратча.
По состоянию на 1885 год Слонница входила в Полистово-Ратчинскую волость Холмского уезда Псковской губернии. В последующем — Полистовская волость, включённая в 1924 году в Цевельскую волость (в составе Ухошинского, Ручьинского и Цевельского сельсоветов), вошедшую с её упразднением в 1927 году в Цевельский район, в 1930 году — в Локнянский район, в 1936 году — в Ашевский район.
В 1929 году в деревня состояла из 12 дворов.
Слонница была уничтожена во время Великой Отечественной войны: упоминается как одна из выжженных деревень, через которые в конце ноября 1942 года следовала диверсионная группа Поддорского партизанского отряда «За правое дело».
Близ бывшей деревни на правом берегу речки Слонянка находится археологический объект — сопка VIII—X веков (0,05 га).

## Население
Численность населения деревни по данным 1885 года составляла 35 жителей, из которых 17 мужчин и 18 женщин, проживавших в 4 дворах.